# Isobates kasakstanus
Isobates kasakstanus är en mångfotingart som beskrevs av Hans Lohmander 1933. Isobates kasakstanus ingår i släktet Isobates och familjen tråddubbelfotingar. Inga underarter finns listade i Catalogue of Life.